# Geralda Medeiros
Geralda Freire de Medeiros, simplesmente chamada de Geralda Medeiros (Caculé, 16 de outubro de 1932 - Patos, 5 de janeiro de 1994), foi uma cirurgiã-dentista e política brasileira.

## Biografia
Nascida em Caculé, estado da Bahia, em 16 de outubro de 1932, filha de Sabino Ferreira Freire e Alvina Brito Freire, casou-se com Rivaldo Medeiros da Nóbrega - ex-prefeito de Patos, já falecido - com quem teve cinco filhos: Bertrand Freire Medeiros, Deanne Freire Medeiros, Denise Medeiros, Rivaldo Nóbrega Medeiros Filho e Rivana Freire Medeiros. Era cirurgiã-dentista, formada pela Universidade Federal do Paraná. Faleceu em 5 de janeiro de 1994.

### Vida pública
Na gestão do seu esposo, o então prefeito Rivaldo Medeiros, foi secretária municipal de Saúde. Foi deputada estadual da Paraíba - eleita em 15 de novembro 1986, pelo PMDB, com 12.919 votos (6.269 votos em Patos) - tendo renunciado ao exercício do mandato, para assumir o cargo de prefeita de Patos, eleita em 15 de novembro de 1988, tendo como vice-prefeito o engenheiro Geraldo Palmeira, que juntos obtiveram 12.450 votos (51,53%), contra Edmilson Fernandes Mota e seu vice Adão Eulâmpio da Silva, que obtiveram 10.353 votos (42,85%); Professor Virgílio Trindade, vice Tereza Vieira Marinho, que obtiveram 681 votos (2,82%); e professora Geralda Medeiros Nóbrega com o vice Lucrécio José Rocha de Sousa, que obtiveram 676 votos (2,8%). Ela governou a cidade de 1 de janeiro de 1989 até 31 de dezembro de 1992.
Sua gestão como prefeita foi marcada pelos seguintes feitos: administração direcionada para a parte social - cuidados com a saúde;  ampliação e construção de creches; benefícios para as mães das crianças carentes com a implantação de vários programas. Entre as obras construídas como na condição de prefeita, está a Escola Profissionalizante da Mulher, inaugurada em 28 de julho de 1991, localizada no bairro São Sebastião. A referida escola foi denominada de Doutora Geralda Freire Medeiros, de acordo com a Lei Municipal nº 1.784-89, em sua homenagem.